# جان گوردن لوریمر
جان گوردن لوریمر (انگلیسی: John Gordon Lorimer; 1870 – ۸ فوریهٔ ۱۹۱۴) دیپلمات و تاریخ‌نگار اهل بریتانیا بود، که در فاصله سال‌های ۱۹۰۸ تا ۱۹۱۴ میلادی، به‌عنوان مقیم خلیج فارس (نمایندگی سیاسی بریتانیا در خلیج فارس که در شهر بوشهر مستقر بود) و یکی از مدیران کمپانی هند بریتانیا، فعالیت می‌کرد. او بیشتر به‌عنوان تهیه کنندهٔ دانشنامه خلیج فارس، عمان و عربستان مرکزی شهرت یافته‌است.
- قسمتی از فرهنگ خلیج فارس، عُمان و شبه جزیرهٔ عربستان جان گوردن لوریمر توسط علی محمد آیتی (ناقص)، و قسمتی از بخش تاریخی فرهنگ خلیج فارس … به نام «خوزستان» وسیله محمد جواهرکلام به فارسی ترجمه شده،